# Phyllota squarrosa
Phyllota squarrosa är en ärtväxtart som först beskrevs av Dc., och fick sitt nu gällande namn av George Bentham. Phyllota squarrosa ingår i släktet Phyllota och familjen ärtväxter. IUCN kategoriserar arten globalt som nära hotad. Inga underarter finns listade i Catalogue of Life.